# Kaludra, Prokuplje
Kaludra (izvirno srbsko Калудра) je naselje v Srbiji, ki upravno spada pod Občino Prokuplje; slednja pa je del Topliškega upravnega okraja.

## Demografija
V naselju živi 87 polnoletnih prebivalcev, pri čemer je njihova povprečna starost 46,7 let (45,3 pri moških in 47,9 pri ženskah). Naselje ima 39 gospodinjstev, pri čemer je povprečno število članov na gospodinjstvo 2,64.
To naselje je popolnoma srbsko (glede na rezultate popisa iz leta 2002), a v času zadnjih treh popisov je opazno zmanjšanje števila prebivalcev.
|  |

| Demografija | Demografija     | Demografija     |
| Leto        | Št. prebivalcev | Št. prebivalcev |
| ----------- | --------------- | --------------- |
|             |                 |                 |
|             |                 |                 |
|             |                 |                 |
|             |                 |                 |
| 1948        | 294             |                 |
| 1953        | 300             |                 |
| 1961        | 290             |                 |
| 1971        | 215             |                 |
| 1981        | 149             |                 |
| 1991        | 119             | 119             |
| 2002        | 110             | 103             |
|             |                 |                 |

| Etnična sestava po popisu iz leta 2002 | Etnična sestava po popisu iz leta 2002 | Etnična sestava po popisu iz leta 2002 | Etnična sestava po popisu iz leta 2002 | Etnična sestava po popisu iz leta 2002 |
| -------------------------------------- | -------------------------------------- | -------------------------------------- | -------------------------------------- | -------------------------------------- |
| Srbi                                   | Srbi                                   |                                        | 103                                    | 100,0%                                 |
| Neznano                                | Neznano                                |                                        | 0                                      | 0,0%                                   |